# دفنة بالنسية
دفنة بالنسية (الاسم العلمي: Daphne balansae) هي نوع غير مؤكد من النباتات يتبع جنس الدفنة من الفصيلة المثنانية.